# Epipactis populetorum
Epipactis populetorum là một loài thực vật có hoa trong họ Lan. Loài này được Benito & C.E.Hermos. mô tả khoa học đầu tiên năm 1998.